# 1534
1534 (MDXXXIV) a fost un an comun al calendarului iulian, care a început într-o zi de joi.

## Evenimente
- La Casa de Moneda de México din Mexic. Prima monetărie din America.
- Sibiu: Se înființează prima fabrică de hârtie de pe teritoriul actual al României.

## Nașteri
- 23 iunie: Nobunaga Oda, domnitor feudal japonez (d. 1582)
- 1 iulie: Frederick al II-lea al Danemarcei (d. 1588)

## Decese
- 25 septembrie: Papa Clement al VII-lea preot catolic francez (n. 1478)
- 5 martie: Correggio pictor italian (n. 1489)
- 29 martie: Ayşe Hafsa Sultan  (n. 1479)
- 9 august: Thomas Cajetan  (n. 1469)
- dată necunoscută: Otto Brunfels  (n. 1488)
- 31 octombrie: Alfonso d'Este duce de Ferrara (n. 1476)
- 16 aprilie: Kemal Pașazade  (n. 1469)
- dată necunoscută: Ștefan Báthory de Șimleu  (n. 1477)
- 9 octombrie: Aloisio Gritti  (n. 1480)
- dată necunoscută: Mircea al III-lea  (n. ?)